# Brandenburgischer Pfennig
Der Brandenburgische Pfennig war im Mittelalter die regionale Währung der Mark Brandenburg. Das einzige Münznominal war der Pfennig (lat. Denar). Als Münzherren ließen die Markgrafen ihre Pfennige in den Münzstätten Berlin, Brandenburg, Prenzlau, Königsberg (Neumark), Kyritz, Stendal, Salzwedel, Spandau, Pankow, Havelberg und Lychen als Kurantmünze aus Silber prägen.

## Vorgeschichte

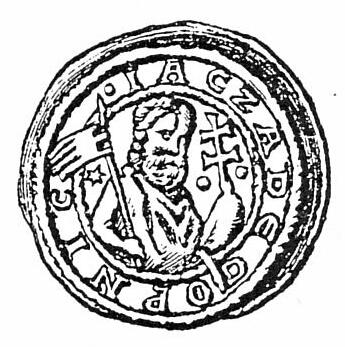
Jaxa-Brakteat mit Doppelkreuz und Umschrift IACZA DE COPNIC

Seit 1127 herrschte Fürst Pribislaw mit Residenz auf der an der Havel gelegenen Brennaburg über den slawischen Stamm der Heveller. Er und seine Gemahlin waren zum Christentum übergetreten und hatten die Namen Heinrich und Petrissa angenommen. Heinrich ließ Dünnpfennige in der damals üblichen deutschen Form ausprägen. Auf deren Rückseite war das Bildnis seiner Frau, aber auch das eines Geistlichen dargestellt.
Als der Hevellerfürst starb, erbte Albrecht der Bär, der 1134 mit der Nordmark belehnt worden war, dessen Fürstentum und nahm es 1150 in Besitz. Jaxa von Köpenick – Fürst des slawischen Stammes der Sprewanen und mit Heinrich verwandt – erhob jedoch ebenfalls Anspruch auf das Land der Heveller und besetzte die Brennaburg. Er hatte seine Residenz im heutigen Köpenick und ließ hier zwischen 1150 und 1160/70 sieben verschiedene Arten von Brakteaten –  einseitig geprägte silberne Hohlpfennige – mit der Umschrift „Jacza de Copnic“ prägen. Abweichend von den Münzbildern deutscher Fürsten dieser Zeit zeigen diese Münzen ein individuelles Bild des Fürsten. Währungsgeschichtlich sind Dünnpfennige und Brakteaten Formen der nur im jeweiligen Herrschaftsbereich eines Münzherren geltenden regionalen Pfennigwährung. Das einzige Münznominal solcher Pfennigwährungen war der Pfennig, der in Silber als Kurantmünze geprägt wurde. Diese Währungsperiode wird in der Numismatik auch die „Zeit des regionalen Pfennigs“ genannt.
Münzprägungen im slawisch besiedelten Gebiet zwischen Elbe und Oder waren aber selten. Auf den Märkten wurde Hacksilber – auf kleinen Klappwagen ausgewogen − als vormünzliches Geld verwendet. Eine Kuh kostete z. B. nach heutigem Gewichtsmaß 100 Gramm und ein Pferd 300 Gramm Silber. Für 300 Gramm Silber konnte man aber auch einen männlichen Sklaven und für 200 Gramm eine Sklavin erwerben. Hacksilber als Zahlungsmittel war jedoch von untergeordneter Bedeutung. Der Tausch von Naturalien bestimmte den Handel.

## Währung und Münze

### 1157–1369
1157 konnte Albrecht der Bär die Brennaburg endgültig zurückerobern, Jaxa von Köpenick vertreiben und seine Herrschaft sichern. Nach der Rückeroberung legt er, der sich noch 1156 als Markgraf der Nordmark bezeichnete, den Titel „Adelbertus dei gratia marchio in Brandenborch“ zu.
Albrecht der Bär übte nur zu Anfang seiner Herrschaft über die Mark Brandenburg das Münzrecht aus. Er ließ Brakteaten vor allem in seinem Erbland Anhalt in den Münzstätten Ballenstädt –  der Stammburg der Askanier – Aschersleben und Köthen prägen. Ein Brakteat zeigt ihn zusammen mit seiner Gattin Sophie in reichen Pelzgewändern – der Tracht der damaligen Vornehmen –, einen Schild in der Linken und eine Lanze in der Rechten haltend. Solche Darstellungen nebeneinander stehender Figuren sind auch auf Abbildungen byzantinischer Kaiser zu finden, wie sie die deutschen Fürsten auf den Kreuzzügen gegen Jerusalem kennengelernt haben.
Noch zu seinen Lebzeiten überließ er es Otto I. (1128–1184). Dieser war schon seit 1144 Markgraf und regierte von 1170 bis zu seinem Tode als zweiter Markgraf. Die lokale Währung im Währungsraum der Mark Brandenburg war der Brandenburgischen Pfennig. Das einzige Nominal dieser Währung war der Pfennig (lat. Denar). Die Markgrafen als Münzherren ließen dieses Nominal als Kurantmünze aus Silber in den markgräflichen Münzstätten Berlin, Brandenburg, Prenzlau, Königsberg (Neumark), Kyritz, Stendal, Salzwedel, Spandau, Pankow, Havelberg und Lychen von Münzmeistern prägen. Die Städte mussten diese als markgräfliche Beamte schützen. Sie unterlagen der Hofgerichtsbarkeit und mussten die Verordnungen der Markgrafen von Brandenburg befolgen.
Die ältesten Münzen wurden in der Mark Brandenburg in Form von Brakteaten (einseitig geprägte Hohlpfennige) aus sehr feinem dünngeschlagenem Silber geprägt und zeigten im Münzbild den Markgrafen, der sie prägen ließ. Einer dieser Hohlpfennige von Otto I. aus dem Fund von Michendorf zeigt deutlich den Einfluss der Magdeburger Münzprägungen auf die Brakteaten dieser Zeit; auf einem anderen ist symbolisch die Stadt Brandenburg dargestellt, die von Otto I. 1170 die Zollfreiheit erhielt. Er ist auf dieser Münze, auf der Mauerbrüstung der Stadt zwischen zwei Türmen sitzend, mit Schwert und Fahne dargestellt. Otto I. richtete in Havelberg eine Münzstätte ein und prägte auch eine Münze mit deutscher Schrift. In den Holpfenniggebieten – der Mark Brandenburg, Pommern und Anhalt – unterlagen die Pfennige einer häufigen
Münzverrufung und in Folge einer Münzerneuerung. Die Brakteaten mussten im Verhältnis vier alte gegen drei neue umgetauscht werden. Dieses entsprach einer indirekten Geldsteuer von 25 Prozent, die sich negativ auf Handel und Wirtschaft auswirkte. Auch konnten Großzahlungen mit der regionalen Pfennigwährung im überregionalen Handel nicht unmittelbar getätigt werden. Als Zahlungsmittel wurde Rohsilber in Form von Barren, Silberkuchen oder Pergamentsilber − nach Gewicht gebündelte und zusammengepresste Brakteaten − verwendet.

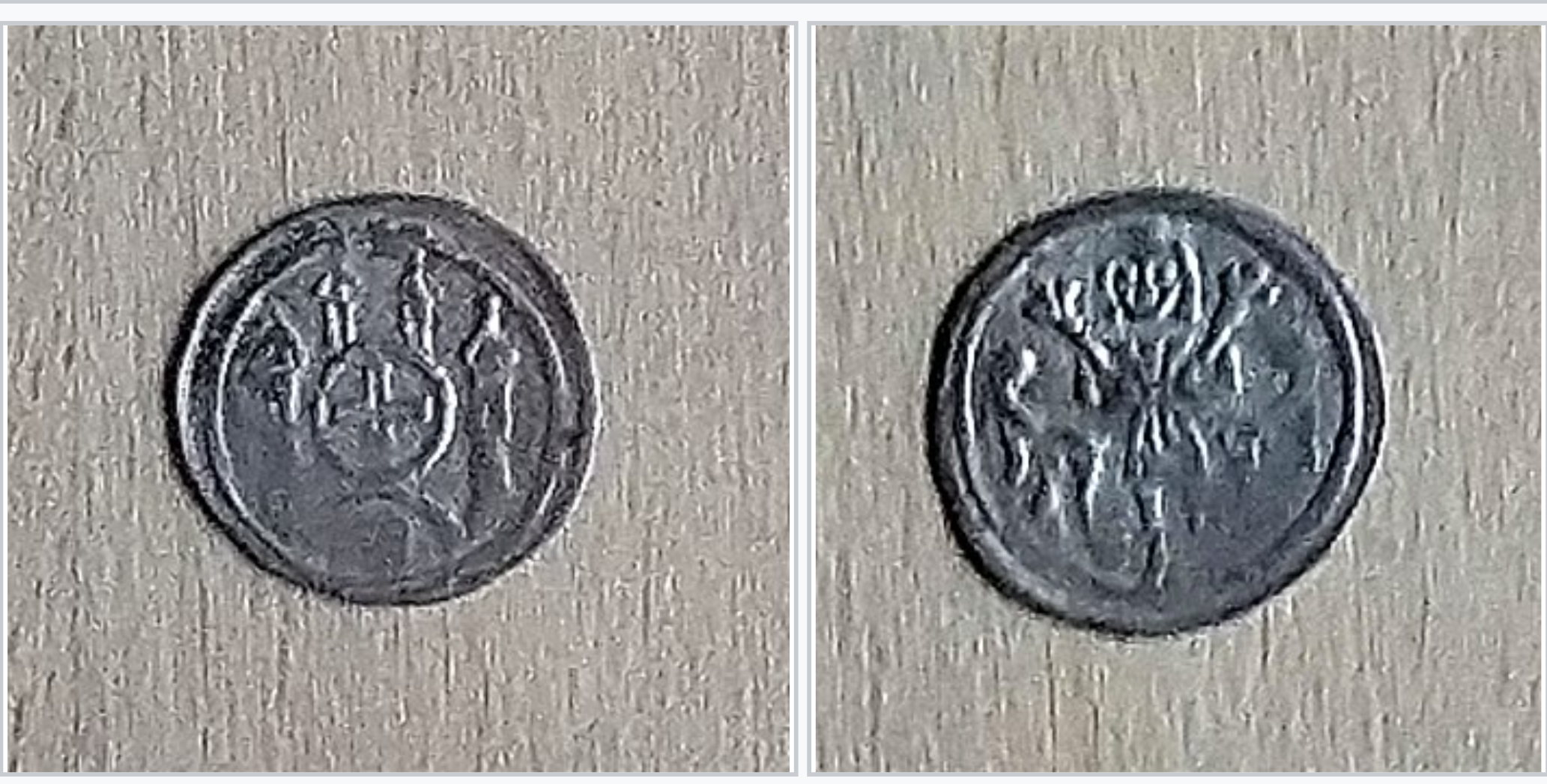
Vorder- und Rückseite eines Brandenburgischen Pfennigs, geprägt unter Albrecht III. (um 1250–1300), Mitregente von Otto IV. in der Mark Brandenburg

Anders als im Nordosten wurden im Südosten und Westen des Heiligen Römischen Reiches in althergebrachter Weise zweiseitige Pfennige geprägt. Um Handel und Wirtschaft nicht zu schädigen, waren hier Verrufung und Erneuerung der Pfennige nur bei einem Herrscherwechsel oder Romzug gestattet. Ende des 12. Jh. wurde auch in Brandenburg der Pfennig als zweiseitige, aber auch kleinere und dickere Münze aus Feinsilber geprägt. Die Brandenburgischen Pfennige zeigten auf der Vorderseite den Markgrafen mit zwei Schwertern, Helmen, Lanzen, Lilienstäben oder Bogen in den Händen. Nach und nach verdrängten diese zweiseitigen Pfennige die Brakteaten. Als Rechnungsmünze diente der Schilling (Soldi). Eine Urkunde belegt, dass die Münzmeister der Münzstätte Berlin 1319 angewiesen wurden, Pfennige zu prägen, von denen 12 Stück auf einen Schillig gehen und 28 Schillinge und 4 Pfennige = 1 Mark an Gewicht ergeben. Das Gewicht des Feinsilbers wurde außerdem in den Einheiten Lot und Pfund bestimmt.
Die Münzmeister prägten als Gütesiegel ein Münzmeisterzeichen auf ihre Münzen und wurden wiederum vom Münzwardein (Münzprüfer) überwacht.
„Die Brandenburgischen Pfennige unterlagen der jährlich Verrufung, einem Umtausch der alten gegen neue Pfennige.“ „Alle Jahre wurden nähmlich die vorhandenen Münzen für ungültig erklärt und andere neue eingeführt. Und jeder Untertan musste auf landesherrlichen Befehl die alten Münzen der Münzstätte ausliefern. Gegen 12 neue Pfennige, ob sie gleich am inneren Gehalte nicht besser waren, musste ein jeder 13, auch 14, 15 und endlich 18 zahlen.“ „Der Münzmeister ritt umher (das Wechsel-Reiten) und wechselte ein, wobei ihm ziemlich hohes Aufgeld gegeben werden mußte“. Dieser Zwangsumtausch brachte den Markgrafen als Münzherren jährlich einen Gewinn von 25 Prozent und wurde erstmals in einer Urkunde des Jahres 1319 erwähnt. Weil Münzen auch zurückgehalten wurden, befahl der Markgraf 1354 „die neuen Pfennige ohne Widerspruch anzunehmen und sich der alten nur noch bis zum St. Michaelistage (29. September) zu bedienen“. Dieser Aufforderung nicht Folge zu leisten war ein Münzverbrechen und wurde entsprechend geahndet.

## Geldgeschichtliche Quellen

### Urkunde Wittmannsdorfer Vertrag (1304)
Der Wittmannsdorfer Vertrag (15. Januar 1304) gibt Aufschluss über das Münzwesen dieser Zeit. Die Lychener Münzprägestätte gehörte den Markgrafen, der Brandenburgische Pfennig war Währung im Land Stargard und das Wechselrecht Vorrecht der märkischen Münzmeister.

### Urkunde Münzprägestätte Berlin (1280)
In der ältesten Urkunde (4. April 1280) über die Münzprägestätte Berlin wird mitgeteilt, dass die Markgrafen Otto (V.) (Brandenburg) sowie Albrecht und Otto VI. der Stadt Berlin „10 Pfunde brandenburgischen Silbers, welche ihnen aus den jährlichen Einkünften der Münze aus Berlin gebührten“, überließen. Später wurden die Einkünfte den Kirchen St. Nicolai, St. Petri, St. Marien und dem Grauen Kloster überlassen.

### Münzfund Alter Berliner Dom (1747)
Im Jahre 1747 wurde die alte Berliner Domkirche abgebrochen. In einem Pfeiler fand man Prager Groschen, geprägt unter dem böhmischen König Wenzel II., Turonische Groschen, geprägt unter den französischen Königen Ludwig IX. und Philipp III., eine Münze geprägt unter dem englischen König Eduard I., eine Münze geprägt unter Herzog Bolko II. von Schweidnitz-Jauer und einige Pfennige. Dokumentiert wurde dieser Fund 1747 in einer Beschreibung der Domkirche durch den Biblioteksdiener Kaiser, die dieser auf eigene Kosten drucken ließ. Johann Carl Philipp Grimm schrieb in Auswertung dieses Fundes: „Da nun zu allen Zeiten in einem neuen Gebäude nur solche Münzen eingemauert wurden, welche im Lande gebräuchlich waren; so folgt auch, daß die böhmischen oder Prager Groschen schon im Anfange des vierzehnten Jahrhunderts in der Mark Brandenburg müssen bekannt gewesen sein.“